# Puerta del Puente
La Puerta del Puente (in italiano "porta del ponte") è una porta rinascimentale ubicato nella città di Cordova, in Andalusia.

## Storia
Nel XVI secolo, le autorità locali decisero di migliorare le condizioni di una delle porte di accesso della città, poiché quella esistente si trovava in uno stato di deterioramento. Con questo obiettivo preposto, il 18 febbraio 1572, il sindaco della città Alonso Gonzalez de Arteaga diede l'ordine di costruire la Puerta del Puente.
Le ragioni di questa scelta si concentrarono sul fatto che quella via d'accesso fosse una delle più importanti della città, confluendo lì una grande quantità di persone e merci. Oltre a voler allargare il passaggio, i funzionari della città desideravano aumentare il valore artistico della porta come parte della riqualificazione urbana.
La costruzione della porta fu cominciata da Francisco de Montalbán sebbene pochi mesi dopo, nel 1571, Hernán Ruiz III lo sostituì nella direzione dei lavori. Si presentarono delle difficoltà nel rispettare il progetto della porta, provocando un rincaro dei costi: lo stanziamento iniziale di 1400 ducati non fu sufficiente e triplicò a 3100. I lavori si fermarono per quattro anni fino al 1576, quando Hernán Ruiz riprese la direzione. Probabilmente, a causa dell'indebitamento del consiglio comunale di Cordova e la complessiva carenza di fondi, il progetto rimase incompiuto.
Nel 1912, sotto il regno di Alfonso XIII, l'area in cui si trova Puerta del Puente fu privata delle mura e riedificata nel 1928, e la porta venne concepita come monumento commemorativo, ripetendo sulle parti interne le decorazioni delle parti esterne. Alla fine degli anni Cinquanta il livello del terreno adiacente alla porta fu ripristinato, quando gli edifici attigui furono abbassati.
Nei primi anni del XXI secolo, è stato effettuato il primo restauro di Puerta del Puente e nell'area sono stati compiuti degli scavi archeologici. Ulteriori restauri sono stati realizzati nel 2005.